# Amynthas
Amynthas is een geslacht van ringwormen uit de familie van de Megascolecidae.

## Soorten
- Amynthas aeruginosus Kinberg, 1866
- Amynthas agrestis (Goto & Hatai, 1899)
- Amynthas catenatus Nguyen, Lam, Trinh & Nguyen, 2020
- Amynthas corticis (Kinberg, 1867)
- Amynthas crassitubus Qiu & Dong in Dong et al., 2018
- Amynthas hiatus Qiu & Yuan in Yuan et al., 2019
- Amynthas luridus Shen & Chang, in Shen et al, 2019
- Amynthas maximus Qiu & Dong, 2019
- Amynthas perichaeta Beddard, 1900
- Amynthas phuquocensis Nguyen, Lam, Trinh & Nguyen, 2020
- Amynthas poropapillatus Nguyen, Lam, Trinh & Nguyen, 2020
- Amynthas recavus Yuan & Jiang in Yuan et al., 2019
- Amynthas ruiyenensis Shen, in Shen et al, 2019
- Amynthas shengtangmontis Dong & Jiang, 2019
- Amynthas stabilis Dong & Jiang in Dong et al., 2018
- Amynthas tortuosus Qiu & Dong, 2019